# Topsil
Topsil er en dansk virksomhed, der fremstiller silicium. Silicium er et halvledermateriale, der anvendes til at styre og kontrollere strøm i elektriske komponenter. Topsil er en smallcap virksomhed, som blev registreret på Københavns Fondsbørs i 1986.
Topsils har hovedkontor og producerer float zone silicium på Siliciumvej i Copenhagen Cleantech Park ved Frederikssund. I datterselskabet i Polen, Topsil S.A., produceres czochralskisilicium. Topsil har desuden et salgskontor i Japan, etableret i 2014.

## Historie
Virksomheden blev grundlagt i slutningen af 1950'erne af Dr. Haldor Topsøe. Haldor Topsøe havde fået interesse for siliciumfremstilling på en af sine mange udenlandsrejser og begyndte at eksperimentere med fremstillingen af float zone silicium hjemme i sin private kælder i Hellerup. Han startede en egentlig salgbar produktion op i et hjørne af sin nybyggede katalysatorfabrik i 1959. Navnet Topsil er en sammenstilling af ”Top” fra Topsøe og ”sil” fra silicium. Haldor Topsøe ejede Topsil frem til 1972, hvor han frasolgte til Thrige Titan.
I 1974 opfandt ingeniører fra Topsil neutron transmutation doping teknikken (NTD) som alternativ til at dråbedotere silicium i et samarbejde med Risø Forskningslaboratorium og den industrivirksomhed, som senere blev til ABB. NTD-teknologi er kendetegnet ved reaktorbestråling og er fortsat den foretrukne teknologi til at dotere silicium til brug for stærkstrømskomponenter.
Den 1. juli 1974 blev Topsil videresolgt til amerikanske Motorola. Syv år senere, 30. maj 1981, varslede Motorola lukning af virksomheden. Det lykkedes dog forinden at finde nye investorer, men Topsil gik konkurs 30. juni 1983. 19. august 1983 var virksomheden i gang igen. Topsil blev børsnoteret i 1986.
I 2008 opkøbte Topsil aktiemajoriteten i virksomheden Cemat i Polen. Cemat var kendt for at producere czochralski silicium[kilde mangler] og blev omdannet til en privat virksomhed i 1992. Før det var Cemat offentligt ejet og en del af ”The Independent Research Institute”, som oprindeligt blev grundlagt af Professor Jan Czochralski i 1930'erne. Med købet af Cemat fulgte ejendomsselskabet Cemat´70. Cemat ændrede navn til Topsil S.A. i 2012.
I maj 2016 solgte Topsil sin siliciumforretning til den taiwanesiske virksomhed GlobalWafers.
GlobalWafers oprettede et dansk datterselskab under navnet Topsil GlobalWafers der fortsatte aktiviteterne i Frederikssund.
Topsil selv videreførte sig under navnet Cemat, og da var dets eneste aktivitet driften af et polsk ejendomsselskab Cemat 70 S.A.

## Omsætning og markeder
Topsils salg udgjorde 312 mio. kr. i 2013 fordelt på 80% float zone produkter og 20% czochralskiprodukter, med det float zone baserede NTD silicium som langt det største produkt. Salg til det europæiske marked udgjorde godt 70% af omsætningen i 2013, mod knap 25% til Asien og resten til USA.